# باعث الجحيم IV: بلودلاين (فلم)
باعث الجحيم IV: بلودلاين (بالإنجليزية: Hellraiser IV: Bloodline) هو فيلم رعب تم إنتاجه في الولايات المتحدة وصدر سنة 1996 بطولة دوغ برادلي وهو الجزء الرابع من سلسلة أفلام الرعب «باعث الجحيم».

## القصة
في القرن الثاني والعشرين يحاول أحد العلماء تصحيح خطأ إرتكبه أسلافه لكنه لا يعلم أنه فتح أبواب الجحيم.

## الميزانية والإيرادات
كلف الفيلم 4 ملايين دولار وحقق أرباح تقدر بـ 9.3 مليون دولار.

## وصلات خارجية
مقالات تستعمل روابط فنية بلا صلة مع ويكي بيانات